# علم الجماعة الأوروبية للفحم والصلب
كان علم الجماعة الأوروبية للفحم والصلب عبارة عن علم أفقي ثنائي اللون بنجوم تمثل الجماعة الأوروبية للفحم والصلب بين عام 1958 (بعد ست سنوات من تأسيس الجماعة) حتى عام 2002 عندما تم دمج الجماعة في الاتحاد الأوروبي. قبل عام 1958، لم يكن لدى الجماعة علم، ولم يتم تاريخياً استخدام أي علم آخر من قبل جزء من الاتحاد الأوروبي بخلاف علم أوروبا.

## التصميم
يتكون العلم من شريطين أفقيين، أزرق في الأعلى وأسود في الأسفل. يرمز الأسود إلى الفحم بينما يرمز اللون الأزرق إلى الفولاذ، وهما الموردان اللذان تديرهما الجماعة. كان هناك عدد من النجوم الذهبية، والبيضاء فيما بعد، يعادل عدد الدول الأعضاء (حتى عام 1986، عندما تم تجميد العدد عند اثني عشر). هذه النجوم قسمت بالتساوي بين كل شريط، مرصوصة بالقرب من الحد المركزي (إذا كان هناك عدد فردي من النجوم، فسيكون الرقم الأصغر في الشريط العلوي).

## التاريخ
تم الكشف عن العلم لأول مرة في إكسبو 1958 في بروكسل، بعد سبع سنوات من إنشاء التجمع. 
بدأ عدد النجوم بستة نجوم وازداد مع زيادة الدول الأعضاء حتى عام 1986 عندما وصل عددهم إلى اثني عشر. بعد ذلك تقرر عدم زيادة عدد النجوم لتعكس انضمام الأعضاء الجدد في التسعينيات. هذا جعله يتماشى مع علم أوروبا (الذي تستخدمه المنظمات الشقيقة) التي عرضت اثني عشر نجمة تمثل الكمال والوحدة.
انتهت معاهدة باريس التي أنشأت الجماعة الأوروبية في 23 يوليو 2002 ولم تعد المنظمة موجودة. في نفس اليوم، تم إنزال علم الجماعة الأوروبية خارج المفوضية الأوروبية في بروكسل للمرة الأخيرة من قبل الرئيس رومانو برودي واستبداله بعلم الاتحاد الأوروبي.   
يتم عرض نسخة أصلية واحدة من علم الجماعة الأوروبية مع 12 نجمة في مكتب رئيس معهد الجامعة الأوروبية في فلورنسا.

### تطور التصاميم
| عدد النجوم | التصميم | الدول الأعضاء ممثلة بنجوم مضافة (قبل عام 1986)                                                                | الفترة                        |
| ---------- | ------- | --- | ----------------------------- |
| ست         |         | بلجيكا وفرنسا وألمانيا الغربية وإيطاليا ولوكسمبورغ وهولندا                                                    | 1958 - 31 ديسمبر 1972         |
| تسع        |         | الدنمارك وأيرلندا والمملكة المتحدة                                                                            | 1 يناير 1973 - 31 ديسمبر 1980 |
| عشر        |         | اليونان | 1 يناير 1981 - 31 ديسمبر 1985 |
| اثني عشر   |         | البرتغال وإسبانيا (تم تحديد عدد النجوم لاحقًا بـ 12؛ وبالتالي تم التخلي عن مبدأ وجود نجمة واحدة لكل دولة عضو). | 1 يناير 1986 - 23 يوليو 2002  |

## روابط خارجية
- فيديو لخفض العلم للمرة الأخيرة - Virtual Center for Knowledge on Europe
- الجماعة الأوروبية للفحم والصلب - دخول أعلام العالم